# Sass de Mura
Il Sass de Mura (Sass de Mur in Dialetto feltrino) è la cima più alta del gruppo del Cimonega, nelle Dolomiti bellunesi. Il versante veneto del Sass de Mura si trova nel Parco nazionale delle Dolomiti Bellunesi.

## Collocazione geografica
Il Sass de Mura (2547 m) è la vetta più elevata delle selvagge Alpi Feltrine. Si trova per la sua parte sud est e la cima, nel comune di Cesiomaggiore (BL) e nella sua parte nord ovest, nel comune di Primiero San Martino di Castrozza quindi sul confine tra il Trentino ed il Veneto.
La montagna si colloca pressappoco al centro del suo gruppo, ai suoi piedi, verso ovest scende la Val Giasinozza, percorsa dal torrente Noana. Più a sud scorre, sempre verso ovest il torrente Neva ed a sud est in direzione sud scorre il Caorame che percorre la Val Canzoi. A nord si innalzano le cime del Piz de Mez e del Piz Sagron, che sovrastano il Passo Cereda.

## Alpinismo
La vetta del Sass de Mura è stata conquistata nel 1881 da Luigi Cesaletti con Mariano Bernardin e Demeter Diamantidi attraverso quella che oggi è la via più seguita per raggiungerne la sommità, ossia la Via della Croce attraverso la cresta sud-est, che parte dalla sommità di un caratteristico arco di roccia.
Negli anni tra le due guerre il Sass de Mura è divenuto una meta ambita e frequentata grazie all'opera di Ettore Castiglioni (camino nord, 300 m, IV; camino est, IV) e di Gabriele Franceschini (cresta nord-nord-est, 500 m, V+). Successivamente al secondo conflitto la montagna cade in un periodo di oblio fino agli anni settanta quando tutti i versanti vengono sistematicamente esplorati: nascono quindi la via dei Boat (450 m, V e A2, 1967 di Conz, Pierobon e Zanandrea), la diretta sud (500 m, VI-, di Levis, Conz e De Bortoli nel 1970), la diretta nord (350 m, VI- e A1, di Levis, Conz, Pierobon e De Bortoli nel 1970) e molte altre fino agli anni novanta.
Il Sass de Mura protende verso sud-est un avancorpo chiamato Parete Piatta su cui sono stati tracciati itinerari di grande difficoltà: il più famoso è la Via diretta di De Bortoli, Conz, Frare e Pierobon aperto nel 1973 (450 m, V+ e A1, liberato fino al VI+). Accanto a questo vi sono pure degli itinerari estremi realizzati negli anni 80/90 da Aldo De Zordi, Pierangelo Verri e Lorenzo Massarotto, che vincono difficoltà in arrampicata libera fino al VII+, con un uso molto parsimonioso di chiodi.

## Galleria d'immagini

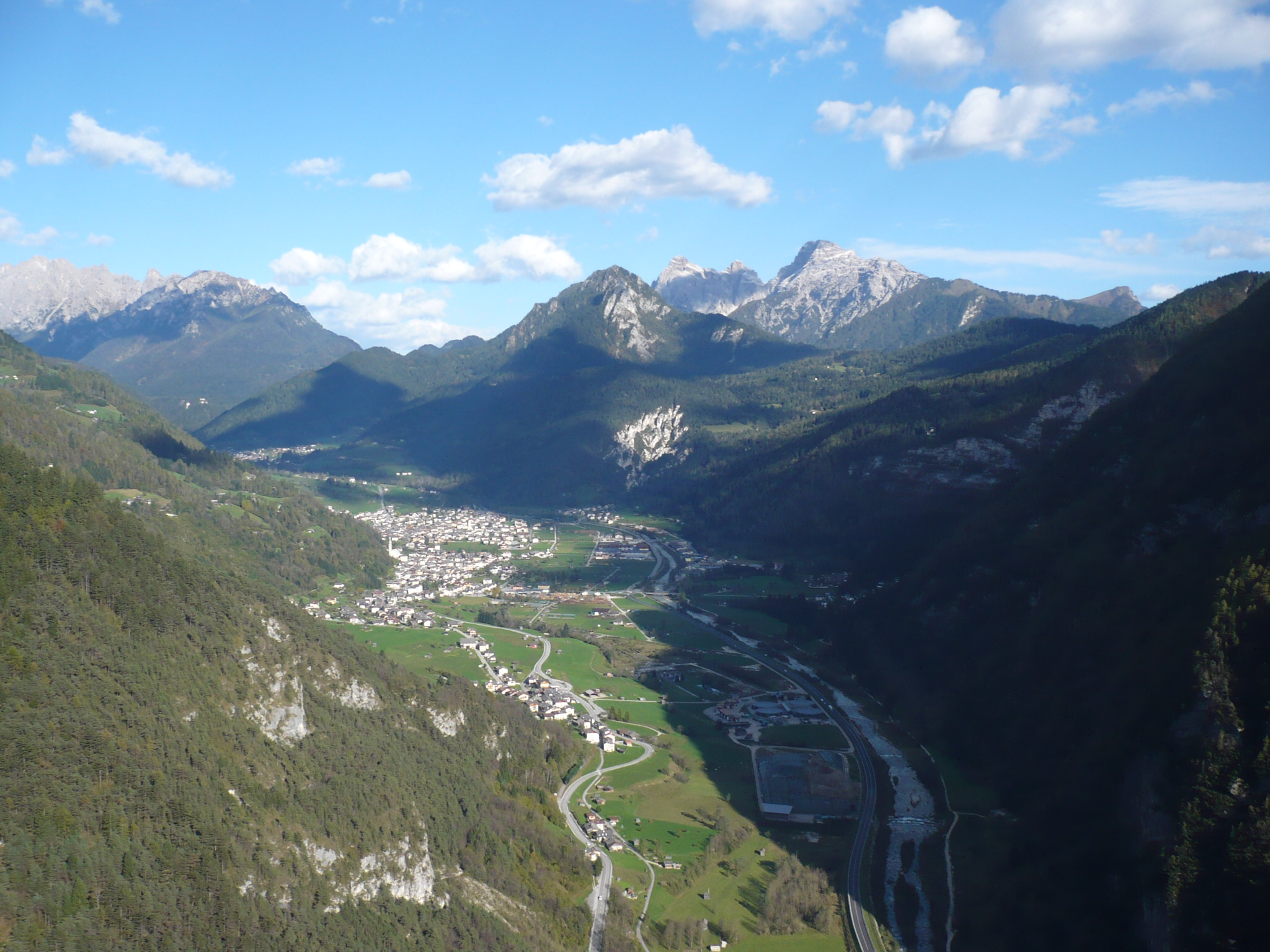
Il sass de Mura, in alto a destra, visto dalla chiesa di san Silvestro, sopra Imèr.
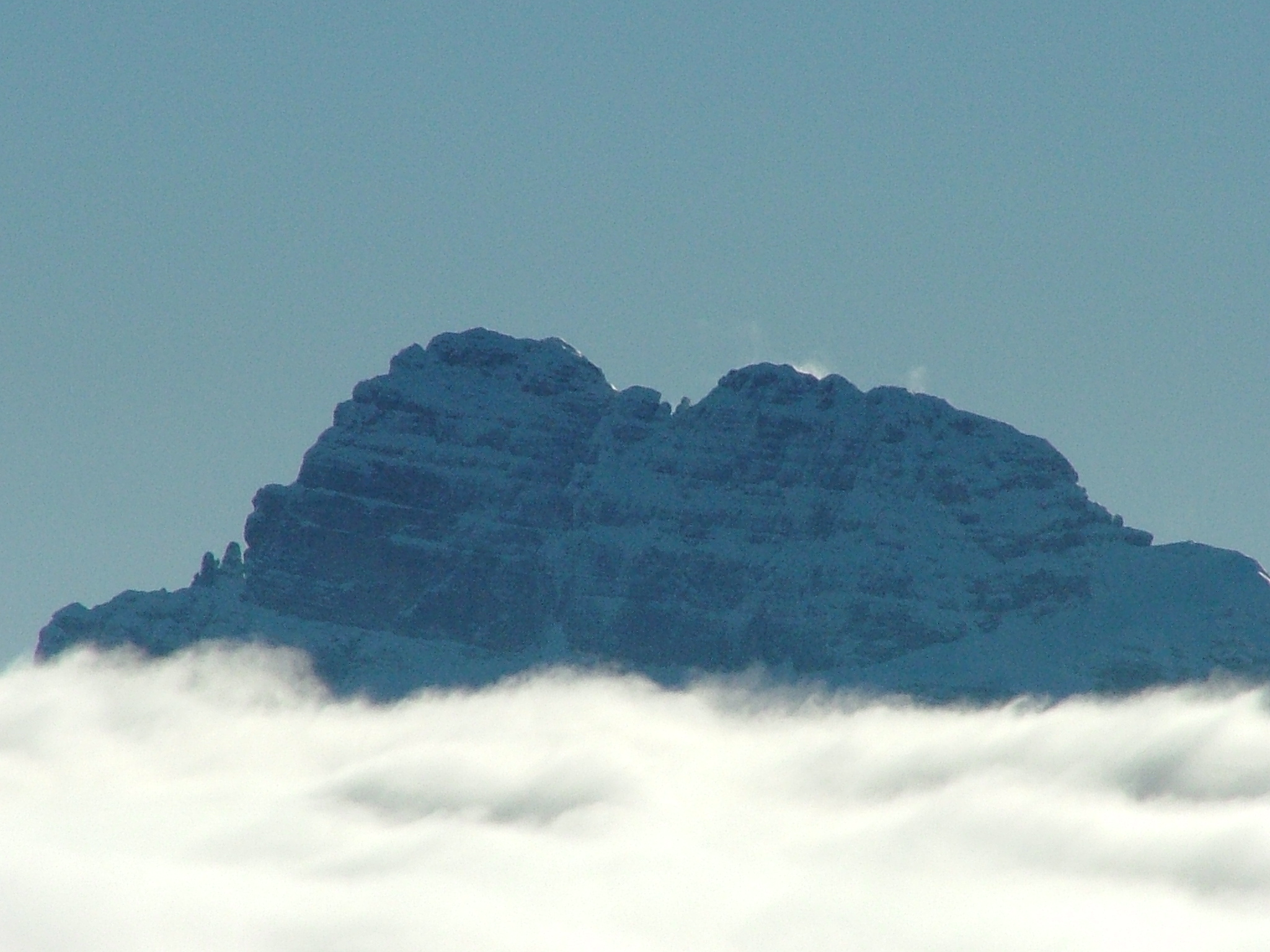
Il Sass de Mura che svetta dal mare di nuvole
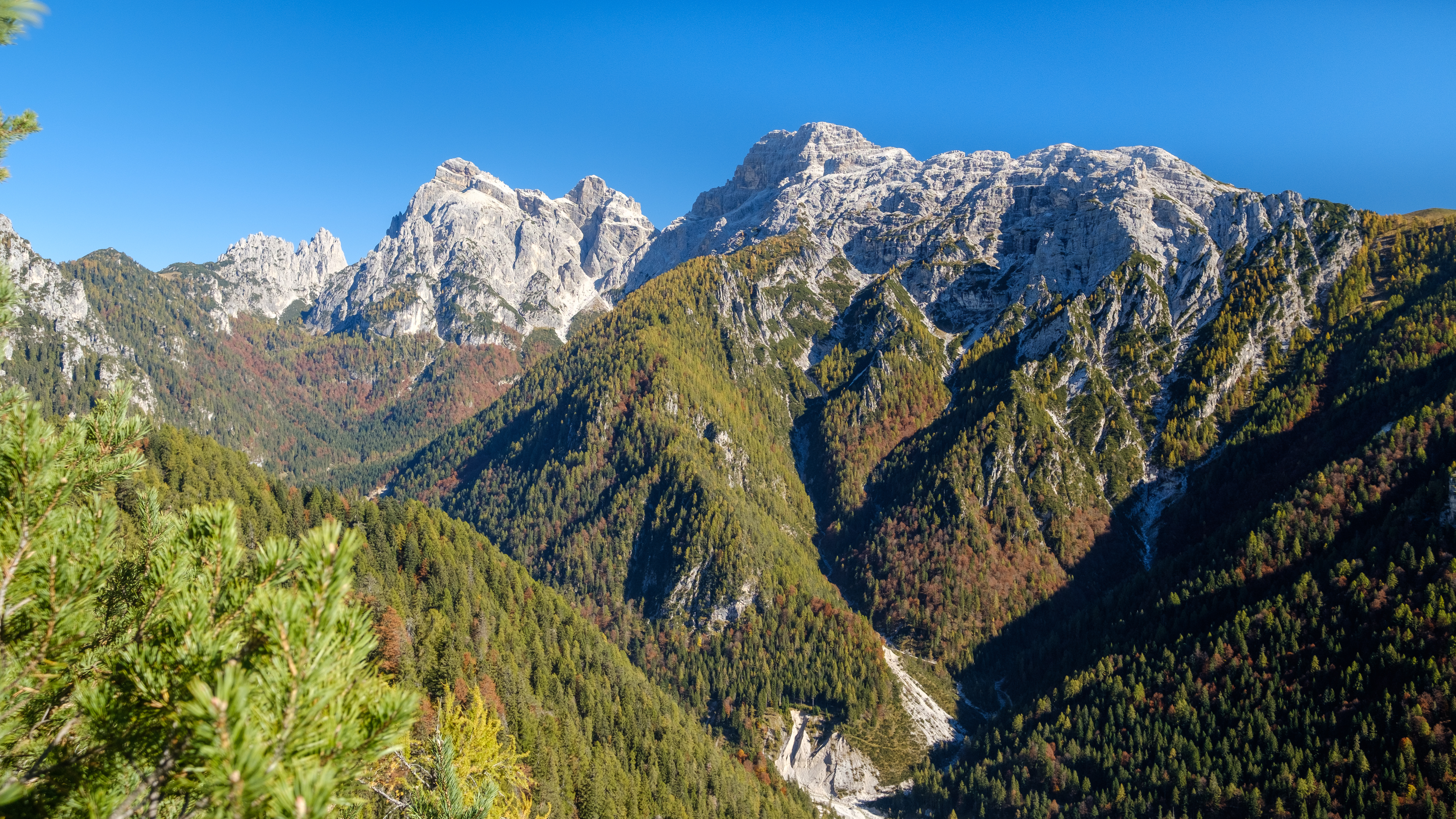
Gruppo del Cimonega